# Ribița (gmina)
Ribița – gmina w Rumunii, w okręgu Hunedoara. Obejmuje miejscowości Crișan, Dumbrava de Jos, Dumbrava de Sus, Ribicioara, Ribița i Uibărești. W 2011 roku liczyła 1347 mieszkańców.